# Диетисалви ди Спеме
Диетисàлви ди Спèме (на италиански: Dietisalvi di Speme) е италиански художник, документиран от 1250 г. до 1291 г. в Сиена и ръководещ голямо ателие.  Представител е на Сиенската школа. 

## Биография
Името „Диетисалви“ в сиенските архивни документи се появява много пъти от 1250 до 1291 г., и то в различни съчетания, което значи, че Диетисалви ди Спеме е имал голяма школа-ателие, чиито работници са изпълнявали множество поръчки от негово име.
Може би е захвърлено дете, както предполага името му "Dio-ti-salvi" („Да те опази Бог“) ди "Speme" („Надежда“). Той се споменава за първи път на таволета на Сиенската бикерна (вж. по-долу) от 1250 г. (според транскрипция от 18 век от Джован Джироламо Карли), а след това отново като художник на корици на книги през 1261, 1262, 1276, 1278, 1282-1283 и 1284 г. Като цяло е реконструирано, че той е изрисувал цели 56 между 1259 и 1288 г., от които днес са останали само четири, които представляват единствените му документирани творби. Магистратите се обръщат към него непрекъснато от 1259 до 1272 г. и впоследствие го редуват с други художници (включително Дучо ди Буонинсеня), като той печели най-много поръчки. 
През 1262 г. изрисува изгубен гонфалон на Терцо ди Сан Мартино (една от трите района на средновековна Сиена). През 1281 г. (или 1291 г. според друг документ) създава надпис в Палацо Публико, а през 1285 г. и през август 1291 г. украсява два сандъка, от които вече няма никаква следа. 
През 1285 и 1291 г. е споменат като жител на квартал „Сант Еджидио дей Малаволти“ в сиенския район Терцо ди Камолия и по-късно в Сан Донато. Във всички тези документи той винаги се споменава само по име, а единственият път, в който се появява и презиме, е с дата 18 януари 1290 г. (1289 г. според сиенския обичай).

## Произведения
Основна част от работите на Диетисалви ди Спеме са религиозна живопис, свързана с установяването в Сиена на култа към Мадоната. Неговата Мадона дел Вото („Мадона с дарове“, ок. 1260 – 67 г. , Музей на Сиенската катедралата) е важен етап в този процес. До средата на 1260-те г. главна икона в Сиенската катедрала е „Мадоната с големите очи“ на Майстора от Треса, но тя е заменена от „Мадона дел вото“ на Диетисалви ди Спеме, която той копира от византийската икона „Богородица одигитрия“, и която печели, защото е по-истинска отколкото предишната икона. През 1260-те г. в Сиенската катедрала за благодарност към Мадоната за нейната защита е издигнат нов олтар, част от който става „Мадона дел вото“. В дните на опасност свещениците извършват ритуал на полагане пред нейния лик на ключовете на град Сиена или извършвали с нея обиколка около катедралата; това продължава през 14 – 16 век). Отстрани на това ново изображение има полуфигурни изображения на четирима светци, а полученият фриз е украсен с резбовани арки с колони. Такава композиция придобива популярност и по-късно многократно се възпроизвежда от различни работилници, превръщайки се в предшественик на бъдещи сложни многофигурни олтари.
Специалистите приписват на Диетисалви още няколко произведения, всичките в Сиенската пинакотека: Мадоната с Младенеца и ангели (1262 г.), Мадоната на св. Бернардин, Диптих на св. Клара и Разпятие.
На него се приписват и Външните врати на реликвария на блажения Андреа Галерани (Национална художествена галерия на Сиена, инв. 5,  вътрешните врати вместо това се приписват на Гуидо да Сиена), някои отделения на Dossale на Бадия Арденга (Национална художествена галерия на Сиена) и Реликварият на Свети Франциск, Света Екатерина, Свети Вартоломей и Света Клара (Национална пинакотека, Сиена, n. 4).  
Последната фаза от кариерата му е свързана с кръста в Музея на Дружеството на изпълнителите на благочестивите разпоредби в Сиена, в който той изглежда да се актуализира към скорошната пизанска Maestà на Чимабуе. 
В допълнение много изследователи смятат, че някои от стенописите, неочаквано открити в криптата на Сиенската катедрала през 2001 г., също са негово дело, като тази с Целувката на Юда. Създаването им се приписва на 1280-те г. 
Около Диетисалви, в продължение на няколко десетилетия на изучаване на неговото наследство, са изказани много хипотези. Голяма част от работата му преди това се приписва на Гуидо да Сиена. Изследователската работа на Лучано Белози внася голяма яснота в проблема за неговото наследство. Едно нещо е сигурно - това е голям майстор от втората половина на XIII век, който ръководи голяма работилница, чиято работа е повлияна от Копо ди Марковалдо и Чимабуе.
- Снемане от кръста
- Целувката на Юда, ок. 1280 г.
- Разпятие – детайл – крипта на Сиенската катедрала

### Таволети
По името на сиенската магистратура в Сиена се наричат дъските, изрисувани с религиозни и граждански сцени и портрети, с които са подвързани счетоводните книги на финансовите администрации на двете основни финансови магистратури в града – Бикерна и Габела. Установена е уникална традиция те да се украсяват от най-добрите сиенски художници. 
Диетисалви ди Спеме често фигурира в документи на Бикерна като изпълнител на поръчки за изготвяне на таволети. Някои изследователи даже твърдят, че той има монопол над тази работа. От известните по документи 56 таволети, изписани от Диетисалви ди Спеме, до наши дни са достигнали само четири: тази от 1267 г. съдържа само гербовете на Четиримата провидури (Държавен архив на Сиена, инв. 3), тази от юли-декември 1264 г. е посветена на камерлинг (ръководител на Сиенската хазна) Илдебрандино Палярези (AdS Siena инв. 2); тази от януари-юни 1270 г. с Раниери Палярези ( AdS Siena инв. 4); накрая тази от юли-декември 1282 г. е с Дон Грифолино (Музей за изящни изкуства в Будапеща инв. 2-36). Тези изображения са интересни на първо място с това, че по същността си това са първи реални портрети на светски хора, а не икони на канонизирани светци. Те са изписани с темпера с цвят охра, а устните са подчертани с тъмночервен пигмент. За онзи момент това е голям прогрес в развитие на живописта. В тези произведения се забелязва еволюцията, в продължение на двадесет години, на стил, който има тенденция да се доближава до този на Джунта Пизано и Чимабуе, с по-небрежни щрихи и по-слаби ефекти от тези на съвременника му и по-усърден Гуидо да Сиена, с когото Диетисалви също понякога си сътрудничи.
- камерлинг Раниери Паляре
- Портрет на Илдебрандино Палиярезе върху таволета, детайл. 1264 г., Градски архив на Сиена.
- Илдебрандино Палиярезе, таволета, 1264 г., Градски архив на Сиена.

### Списък с произведения на италиански
- Madonna di San Bernardino, 1262 г., темпера и злато на панел, 142x100 cm, Сиена, Национална пинакотека (n. 16)
- Tavoletta di biccherna del camarlengo Ildebrandino Pagliaresi, юли/дек. 1264 г., tempera su tavola, 36,4x24,2 cm, Сиена, Държавен архив (n. 2)
- Madonna Galli-Dunn, ок. 1265 г., темпера и злато на панел, 120x170 cm,  Сиена, Национална пинакотека (n. 587)
- Tavoletta di biccherna n. 3, юли/дек. 1267 г., темпера на панел, 35x25 cm, Сиена, Държавен архив
- Madonna del Voto, ок. 1267 г., темпера и злато на панел, 112x82 cm, Сиенска Катедрала, Капела „Киджи“
- Tavoletta di biccherna del camarlengo Ranieri Pagliaresi, gennaio/giugno 1270, темпера на панел, 35,4x24,4 cm, Сиена, Държавен архив (n. 4)
- Beato Andrea Gallerani che accoglie i pellegrini (външни врати на диптих, рисуван в сътрудничество с Гуидо да Сиена), ок. 1270 г., темпера върху панел, Сиена, Национална пинакотека
- Tavolette dal Dossale di Badia Ardenga, ок. 1280 г., темпера и злато на панел, Сиена, Национална пинакотека 
  - Strage degli innocenti, 33x40 cm
  - Bacio di Giuda, 34x32,5 cm
  - Crocifissione, 33x48 cm
  - Deposizione dalla croce, 33,5x47 cm
  - Compianto sul Cristo morto, 34x47,5 cm
- Tavoletta di biccherna del camarlingo don Griffolino, юли/дек. 1282 г., темпера на панел, 36x23,5 cm, Будапеща, Музей на изящните изкуства
- Bacio di Giuda и други фрески, Крипта на Сиенската катедрала
- Crocifisso, Сиена, Музей на Società di Esecutori di Pie Disposizioni